# حسن كندي (غرمي)
حسن كندي (بالإنجليزية: Hasan Kandi, Ardabil)‏ هي قرية تقع في أردبيل في إيران. يقدر عدد سكانها بـ 254 نسمة .